# Vîsoka Hreblea, Krîjopil
Vîsoka Hreblea (în ucraineană Висока Гребля) este un sat în comuna Andriașivka din raionul Krîjopil, regiunea Vinnița, Ucraina.

## Demografie
Componența lingvistică a localității Vîsoka Hreblea
     Ucraineană (99,11%)
     Alte limbi (0,9%)
Conform recensământului din 2001, majoritatea populației localității Vîsoka Hreblea era vorbitoare de ucraineană (99,11%), existând în minoritate și vorbitori de alte limbi.